# S.S. Lazio Ciclismo
La S.S.Lazio Ciclismo è la sezione ciclistica della Polisportiva S.S. Lazio fondata nel 1904.

## Storia
La sezione Ciclismo della S.S. Lazio viene istituita nel 1904 per volontà di Arturo Balestrieri. Il primo presidente è Vittorio Spositi e il suo vice Giuseppe Micci: entrambi sono due navigati esponenti del mondo delle due ruote. Nel 1940 inizia l'attività agonistica con un primo lotto di corridori tra i quali primeggia Aldo Ceccarini. Il 16 marzo è inaugurata la sede in via Simone De Saint Bon al numero 47 mentre a inizio luglio Giuseppe Stinchelli assume l'incarico di Direttore Sportivo. Già nel 1941 la sezione conta di ben 61 atleti divisi tra indipendenti, dilettanti e allievi. Tra quest'ultimi si mette in luce Bruno Pontisso portato in biancoceleste dal fratello Romano, corridore di buon livello nazionale. 
Gli ultimi anni del decennio sono anch'essi ricchi di soddisfazioni, in particolare il 1948 quando sono ben 38 i premi di rappresentanza e 36 le vittorie individuali.
I primi anni Settanta mettono in risalto le straordinaria imprese di Graziano Baldin che ottiene primati mondiali di resistenza con raid a cronometro senza soste da Roma a Venezia, da Roma a Milano e sui mille chilometri da Taranto a Milano.

## Ciclisti Importanti
- Romano Pontisso
- Bruno Pontisso
- Alvaro Russo
- Angelo Coletti
- Fausto Coppi
- Serse Coppi
- Augusto Gregori
- Giorgio Brigliadori
- Mario Gentili

## Palmarès
- 1945 - Pontisso Bruno, campione d'Italia dilettanti su strada.
- 1946 - Pontisso Bruno, campione d'Italia dilettanti inseguimento su pista
- 1953 - Russo Alvaro, campione d'Italia esordienti su strada
- 1964 - Coletti Angelo, campione d'Italia allievi CSI su strada
- 1975 - Caretti, campione d'Italia esordienti CSI su strada
- 1986 - Dessì Luigi, campione d'Italia individuale su pista dilettanti
- 1986 - Boarin Silvio, campione d'Italia chilometro partenza da fermo dilettanti
- 1986 - Gentili Mario, campione d'Italia stayer dilettanti
- 2005 - Parietti Silvia, campionessa d'Italia su strada.